# Vicente Álvarez Areces
Vicente Álvarez Areces   (Gijón, 4 d'agost de 1943 - Gijón, 17 de gener de 2019) va ser un polític asturià, que fou president del Principat d'Astúries entre juliol de 1999 i juliol de 2011.

## Carrera política
El 1962 va ingressar al PCE, on va militar fins al març de 1978.
Com a membre del Comitè Central del PCE, al qual pertany des de 1969 fins a 1977, va organitzar i presidir la I Conferència Regional del PCE d'Astúries. Horacio Fernández Inguanzo el va rellevar en la secretaria política a la II Conferència Regional a causa de les discrepàncies dintre de la direcció i amb el sindicat Comissions Obreres. Després de les primeres eleccions generals d'aquest any adopta una postura crítica amb la direcció, que s'anirà agreujant amb el temps, fins que va abandonar el partit després de la III Conferència Regional (Perlora, març de 1978), al costat de 112 delegats més.
El 1987 es va presentar com a candidat del PSOE a les eleccions municipals de Gijón i va ser elegit alcalde, càrrec en el qual repeteix dos mandats. El 1999 obté la majoria absoluta per la circumscripció central a les eleccions autonòmiques i per això és investit president del principat el 20 de juliol. El 2003 repeteix la presidència, però aquesta vegada gràcies al suport d'IU, ja que no havia obtingut la majoria absoluta. Ja el 2007, baixa de nou un escó respecte al 2003 però roman el candidat més votat a Astúries.